# Vanspor
Vanspor war ein türkischer Sportverein aus der ostanatolischen Stadt Van. Der Verein wurde 1974 gegründet und spielte in den 1990er Jahren vier Spielzeiten lang in der Süper Lig, der höchsten türkischen Spielklasse. In der Ewigen Tabelle dieser Liga befindet sich der Verein auf dem 50. Platz. Anfang der 2000er Jahre verabschiedete sich der Klub binnen vier Jahren vom türkischen Fußballbetrieb und löste sich anschließend auf. Der Verein wird häufig fälschlicherweise mit dem Verein Van Büyükşehir Belediyespor, welcher einige Jahre mit der Namensänderung auf Belediye Vanspor auch dessen Nachfolgeschaft beanspruchte, verwechselt. Es handelt sich jedoch um zwei separate Vereine, die zeitweise in starker Konkurrenz standen.

## Geschichte

### Vereinsgründung
Der Verein Vanspor wurde 1974 durch den Zusammenschluss der beiden Amateurvereine Van Gençlikspor mit den Vereinsfarben schwarz-weiß und Van Şengençlerspor mit den Vereinsfarben gelb-blau gegründet. Als Vereinsfarben wurde von Gençlikspor schwarz und von Şengençlerspor die Farbe gelb übernommen.
Nach der Vereinsgründung spielte Vanspor in den regionalen Amateurligen.

### Einstieg in den Profifußball
Im Sommer 1983 erreichte der Verein den Aufstieg in die Türkiye 2. Futbol Ligi, in die damals zweithöchste türkische Profiliga, und damit die erste Teilnahme am Profifußball.

### Aufstieg in die 1. Lig
Nachdem der Verein nach dem Aufstieg in die 2. Futbol Ligi etwa eine Dekade lang fast ausschließlich gegen den Abstieg spielte und immer Tabellenplätze in der unteren Tabellenhälfte belegt hatte, spielte er in der Zweitligasaison 1993/94 überraschend um den Aufstieg mit. Die Saison beendete der Verein unter der Leitung vom Cheftrainer Enver Katip schließlich als Tabellendritter und sicherte sich damit die erste Teilnahme an der 1. Lig, der damaligen höchsten türkischen Spielklasse.
In seiner ersten Erstligasaison, der Saison 1994/95, erreichte die Mannschaft früh den Klassenerhalt und erreichte den 12. Tabellenplatz. Die nachfolgende Saison spielte der Verein wiederum lange Zeit gegen den Abstieg und sicherte sich den Klassenerhalt erst am letzten Spieltag. In dieser Spielzeit, der Spielzeit 1995/96, hatte der Verein eine Schlüsselfunktion bei der Entscheidung der Meisterschaft. So besiegte die Mannschaft in der Auswärtspartie vom 19. April 1996 den Tabellenführer und größten Titelaspiranten Trabzonspor überraschend mit 1:0 und verhinderte so, dass sich dieser Verein gegen seinen ärgsten Verfolger Fenerbahçe Istanbul absetzen konnte. Am letzten Spieltag verlor die Mannschaft dann auswärts gegen den neuen Tabellenführer Fenerbahçe mit 3:0 und spielte bei diesem Pflichtspiel, mit dem Fenerbahçe sich die Meisterschaft sicherte, erneut eine Schlüsselrolle. In dieser Spielzeit brachte der Verein mit Erkan Avseren auch den ersten türkischen A-Nationalspieler der Vereinsgeschichte hervor.

### Abstieg und direkter Wiederaufstieg in die 1. Lig
Nachdem der Verein sich in der Saison 1996/97 in der Liga halten konnte, stieg er am Ende der Saison 1997/98 als Tabellenletzter in die 2. Futbol Ligi ab. In die 2. türkische Liga abgestiegen, erreichte der zum Saisonende unter der Führung des Cheftrainers Rıdvan Dilmen die Zweitligameisterschaft und damit den direkten Aufstieg in die 1. Lig.
Nach der Rückkehr in die 1. Lig stellte der Verein mit Samet Aybaba einen neuen Cheftrainer ein. Unter diesem Trainer und seinen Nachfolgern belegte der Verein nahezu die gesamte Saison einen Abstiegsplatz und stand frühzeitig als erste Absteiger fest.

### Systembedingter Abstieg in die TFF 2. Lig
Da mit der Saison 2001/02 der türkische Profi-Fußball grundlegenden Änderungen unterzogen werden sollte, wurden bereits in der Spielzeit 2000/01 Vorbereitungen für diese Umstellung unternommen. Bisher bestand der Profifußball in der Türkei aus drei Ligen: Der höchsten Spielklasse, der einspurigen Türkiye 1. Futbol Ligi, der zweitklassigen fünfspurig und zwei etappig gespielten Türkiye 2. Futbol Ligi und der drittklassigen und achtgleisig gespielten Türkiye 3. Futbol Ligi. Zur Saison 2001/02 wurde der Profifußball auf vier Profiligen erweitert. Während die Türkiye 1. Futbol Ligi unverändert blieb, wurde die Türkiye 2. Futbol Ligi in die nun zweithöchste Spielklasse, die Türkiye 2. Futbol Ligi A Kategorisi (zu dt.: 2. Fußballliga der Kategorie A der Türkei), und die dritthöchste Spielklasse, die Türkiye 2. Futbol Ligi B Kategorisi (zu dt.: 2. Fußballliga der Kategorie B der Türkei), aufgeteilt. Die nachgeordnete Türkiye 3. Futbol Ligi wurde fortan somit die vierthöchste Spielklasse, die TFF 3. Lig. Jene Mannschaften, die in der Zweitligasaison 2000/01 lediglich einen mittleren Tabellenplatz belegten, wurden für die kommende Saison in die neugeschaffene dritthöchste türkische Spielklasse, in die 2. Lig, zugewiesen. Vanspor, welches die Liga auf dem 6. Tabellenplatz beendet hatte, musste so systembedingt in die 2. Lig absteigen.

### Freier Fall und Auflösung
Nach dem Abstieg innerhalb zwei Jahren von der 1. Lig in die 2. Lig B Kategorisi, der dritthöchsten Spielklasse, erlebte der Verein auch in dieser Saison eine schwierige Saison. Da der Verein einige ausstehende Gehälter für ehemalige Spieler nicht bezahlt hatte verhängte der nationale Verband dem Verein eine Dreipunkteabzug. Der Verein beendete die Saison als Tabellenvorletzter und stieg damit binnen drei Jahren zum dritten Mal ab. In die TFF 3. Lig, in die vierthöchste türkische Profiliga, abgestiegen konnte der Verein seine finanziellen Probleme nicht bewältigen und stieg als Tabellenvorletzter ab. Damit verabschiedete sich er Verein nach 40 Jahren vom türkischen Profiligabetrieb.
Nach dem Abschied vom türkischen Profiligabetrieb löste sich der Verein auf. Im Sommer 2007 stieg der Verein Van Belediyespor und Belediye Vanspor bereitete so eine erste Übernahme der Namensrechte des historischen Vanspors vor. Bei dieser Übernahme bzw. Nachfolgeschaft handelte es sich um keine Übereinkunft mit den Vereinsverantwortlichen des historischen Vanspors. Schließlich rückte Belediye Vanspor im Sommer 2014 von dieser Übernahme Idee ab und nannte sich in Van Büyükşehir Belediyespor um.

## Vereinsfarben und -wappen
Die ersten Vereinsfarben wurden während der Vereinsgründung auf gelb-schwarz festgelegt. Dabei wurde das Gelb aus dem Vereinsfarben von Van Şengençlerspor, dem ersten von beiden Vorgängervereinen und das Schwarz von Van Gençlikspor, dem zweiten Vorgängerverein übernommen. Neben diesen zwei Vereinsfarben setzte sich das Logo aus den anderen beiden Vereinsfarben der Vorgängervereine, weiß und blau, zusammen. Im Zentrum wurde die Silhouette des Vansees, des größten Sees der Türkei und eines der Wahrzeichen der Stadt und der zugehörigen Provinz, abgebildet.
Zur Saison 1982/83 wurden die Vereinsfarben in gelb-schwarz und 1997 ein letztes Mal in blau-weiß geändert.

## Erfolge
- Meister der TFF 1. Lig und Aufstieg in die Süper Lig: 1998/99
- Dritter der TFF 1. Lig und Aufstieg in die Süper Lig: 1993/94

## Ligazugehörigkeit
- 1. Liga: 1994–1998, 1999–2000
- 2. Liga: 1983–1994, 1998–1999, 2000–2001
- 3. Liga: 2001–2002
- 4. Liga: 2002–2003
- Regionale Amateurliga: bis 1983

## Rekordspieler
| Rang                 | Name               | Einsätze | Zeitraum  |
| -------------------- | ------------------ | -------- | --------- |
| 01.                  | Mevlüt Can         | 127      | 1994–2000 |
| 02.                  | Kurthan Yılmaz     | 92       | 1994–1998 |
| 02.                  | Aykut Canik        | 92       | 1994–1998 |
| 03.                  | Atnan Baytar       | 82       | 1994–1997 |
| 04.                  | Fadıl Kurt         | 80       | 1994–1997 |
| 04.                  | Ali Ravcı          | 80       | 1996–2000 |
| 05.                  | Bernard Tchoutang  | 75       | 1994–1997 |
| 06.                  | Murat Yiğiter      | 68       | 1995–2000 |
| 07.                  | Erkan Avseren      | 61       | 1994–1996 |
| 08.                  | Yusuf Tokaç        | 53       | 1994–1997 |
| 08.                  | Ziya Şahin         | 53       | 1996–1998 |
| 09.                  | Abdülkadir Demirci | 52       | 1995–1997 |
| 10.                  | Sinan Aydın        | 48       | 1994–1996 |
| Stand: 20. März 2016 |                    |          |           |

| Rang                 | Name               | Tor | Einsätze | Tor/Spiel |
| -------------------- | ------------------ | --- | -------- | --------- |
| 01.                  | Atnan Baytar       | 16  | 82       | 0,2       |
| 02.                  | Metin Karaca       | 10  | 32       | 0,31      |
| 03.                  | Fernand Coulibaly  | 9   | 19       | 0,47      |
| 03.                  | Yusuf Tokaç        | 9   | 53       | 0,17      |
| 03.                  | Bernard Tchoutang  | 9   | 75       | 0,12      |
| 04.                  | Kurthan Yılmaz     | 7   | 92       | 0,08      |
| 04.                  | Hüseyin Sarıçan    | 6   | 20       | 0,3       |
| 04.                  | Abdülkadir Demirci | 6   | 52       | 0,12      |
| 04.                  | Mevlüt Can         | 6   | 127      | 0,05      |
| 05.                  | Ali Nail Durmuş    | 5   | 21       | 0,24      |
| 05.                  | Mutlu Sezer        | 5   | 27       | 0,19      |
| 05.                  | Sinan Ertan        | 5   | 30       | 0,17      |
| 06.                  | Seyit Cem Ünsal    | 4   | 11       | 0,36      |
| 06.                  | Erkan Avseren      | 4   | 61       | 0,07      |
| 06.                  | Fadıl Kurt         | 4   | 80       | 0,05      |
| 06.                  | Aykut Canik        | 4   | 92       | 0,04      |
| Stand: 20. März 2016 |                    |     |          |           |

## Bekannte ehemalige Spieler
| - Saffet Akbaş - Kiril Andonov - Cengiz Atila - Erkan Avseren 1 - Sinan Aydın - Tansel Başer - Atnan Baytar - Felix Bouazo - İrfan Buz - Hakan Çalışkan - Mevlüt Can - Aykut Canik - Fernand Coulibaly - Slaviša Čula - Altay Dağdelen - Hayrettin Demirbaş - Abdülkadir Demirci - Doncho Donev - Ali Nail Durmuş - Sinan Ertan - Ayhan Evren - Arif Gözoğlu | - István Hamar - Slatko Jankow - Musa Kallon - Hüseyin Kalpar - Metin Karaca - Mohammad Khakpour - Étienne Kinkoue - Cem Koşanoğlu - Bünyamin Kubat - Fadıl Kurt - Lebohang Morula - Erhan Namlı - Rogerio Oliveira - Michael Osei - Sylvain Ovono - Mustafa Özer - Alfred Phiri - Ali Ravcı - Serkan Reçber - Ercüment Şahin - Ziya Şahin - Kadri Sancak | - Naci Şensoy - Hüseyin Sarıçan - Mutlu Sezer - Mohamed Sillah - Piotr Soczyński - Dumitru Stângaciu - Simeon Tchilibonov - Bernard Tchoutang - Metin Tekin - Yusuf Tepekule - Emmanuel Tetteh - Yusuf Tokaç - Kubilay Toptaş - Aydın Tuna - Seyit Cem Ünsal - Semavi Uzun - Adrian Vasii - Erik Yakhimovich - Murat Yiğiter - Kurthan Yılmaz - Nejdet Zengin |

## Ehemalige Trainer (Auswahl)
- Teoman Yamanlar (August 1992 – Januar 1993)
- Mehmet Başaygün (Januar 1993 – März 1993)
- Kamuran Yavuz (März 1993 – Mai 1993)
- Enver Katip (August 1993 – Mai 1994)
- Mehmet Başaygün (Juni 1994 – März 1995)
- Petre Gavrilă (Juni 1995 – Januar 1996)
- Ali Osman Renklibay (Januar 1996 – Mai 1996)
- Mehmet Başaygün (Juni 1996 – Oktober 1995)
- Cihat Erbil (Oktober 1996 – Januar 1997)
- Tınaz Tırpan (Januar 1997 – April 1997)
- Nevzat Şipal 2 (April 1997 – Mai 1997)
- Giray Bulak (Juli 1997 – Oktober 1997)
- Ali Osman Renklibay (Oktober 1997 – August 1998)
- Rıdvan Dilmen (September 1998 – Mai 1999)
- Samet Aybaba (Juli 1999 – Januar 2000)
- Nevzat Şipal 2 (Januar 2000 – Februar 2000)
- İlyas Tüfekçi (Februar 2000 – Mai 2000)
- Cemşir Muratoğlu (Juni 2000 – September 2000)
- Cengiz Turcan (Januar 2003 – Mai 2003)